# والینگتون (نیوجرسی)
والینگتون (به انگلیسی: Wallington) شهری در ایالت نیوجرسی کشور ایالات متحده آمریکا است که جمعیت آن در سرشماری سال ۲۰۱۰ میلادی، ۱۱٬۳۳۵ نفر بوده‌است.